# 115e régiment d'artillerie
Pour les articles homonymes, voir 115e régiment.
Le 115e régiment d'artillerie est un régiment de l'armée de terre française ayant participé aux deux guerres mondiales comme régiment d'artillerie lourde.

## Historique

### Première Guerre mondiale

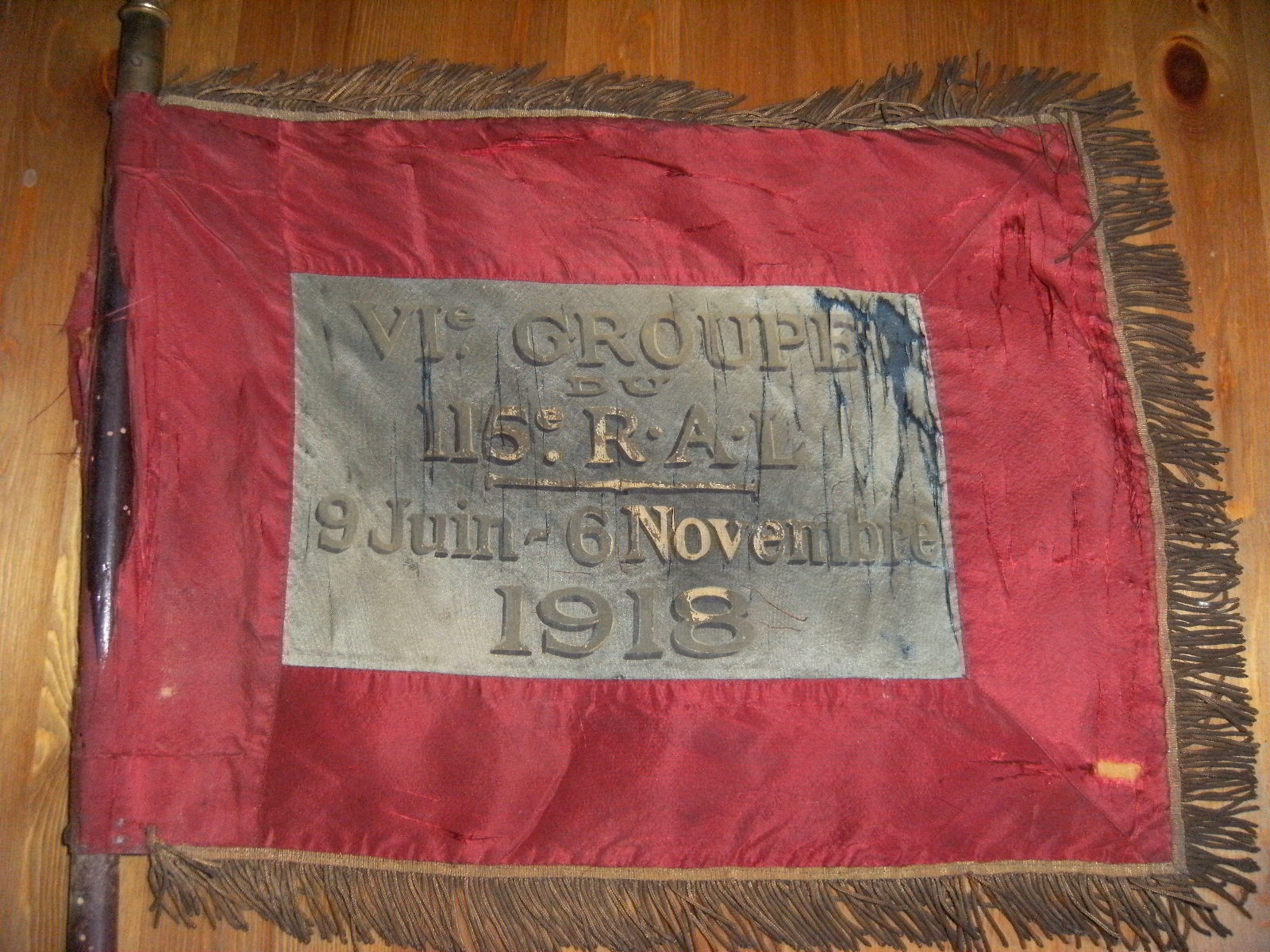
Fanion du VIe groupe du RAL.

Le 115e régiment d'artillerie lourde est créé en novembre 1915, avec son dépôt à Nîmes. 
Le 1er groupe (I/115e RAL) est créé le 6 décembre 1915 par décision ministérielle à partir du groupe de 95 du 20e régiment d'artillerie de campagne (RAC). Les autres groupes ont été créés le 1er novembre 1915 par changement de nom d'unités existantes : 
- Le II/115e RAL est l'ancien 10e groupe du 2e régiment d'artillerie lourde[3] (équipé de 120 L[4]) ;
- Le IV/115e RAL est formé à partir d'unités non précisées[5] ;
- Le V/115e RAL est l'ancien groupe de 95 du 24e RAC[6] ;
- Le VI/115e RAL est formé des 35e et 36e batteries du 5e RAC, ex-8e et 9e batteries de 120 L du 10e régiment d'artillerie à pied[1].

Les 7e et 8e groupes sont formés en janvier 1916 au dépôt régimentaire,. Le 9e est formé au dépôt en novembre 1916. Le 10e groupe est équipé de 155 C Saint-Chamond en décembre 1916-janvier 1917. Le XIe/115e RAL est formé le 1er avril 1017 à partir d'une batterie d'artillerie à pied et de deux escadrons de chasseurs à cheval. Le 12e groupe est constitué à partir du VI/138e RAL, rééquipé en 155 C Saint-Chamond à Sézanne le 6 décembre 1917.

### Entre-deux-guerres
En mai 1919, le 315e RAL est fusionné à Nîmes avec le 115e RAL. Il stationne de 1929 à 1939 à Castres au quartier de Lardaillé[réf. souhaitée]. 

### Seconde Guerre mondiale
Affecté au 16e corps d'armée en 1939, le 115e régiment d'artillerie lourde hippomobile est constitué deux groupes de canons de 105 L 1913 Schneider et de deux groupes de canons de 155 L 1917 Schneider, soit deux fois 24 canons. Il combat dans les Flandres et à Dunkerque, où il est capturé.

## Étendard et décorations

L'étendard du régiment et ses inscriptions au revers.

### Étendard
Il porte, cousues en lettres d'or dans ses plis, les inscriptions suivantes :
- Verdun 1916
- L'Aisne 1917
- Picardie 1918

### Décorations
Le 6e groupe est cité à l'ordre de l'armée le 19 février 1917. Le 5e l'est le 27 décembre 1918.

## Personnalités ayant servi au régiment
- Gabriel Guillermet, résistant FFI, au 115e RAL de mars à juin 1918[18]

## Sources et bibliographie
- Historique du 115e régiment d'artillerie lourde pendant la guerre 1914-1918, Berger-Levrault, 1919 (lire en ligne)
- Bernard Viala, Le 115e régiment d'artillerie lourde hippomobile : un régiment castrais dans le combat des Flandres et de Dunkerque en mai-juin 1940, Castres, Société culturelle du Pays castrais, 1999, 42 p. (ISBN 2-904401-36-9 et 978-2-904401-36-7, OCLC 46392710, lire en ligne)